# Левовий колір

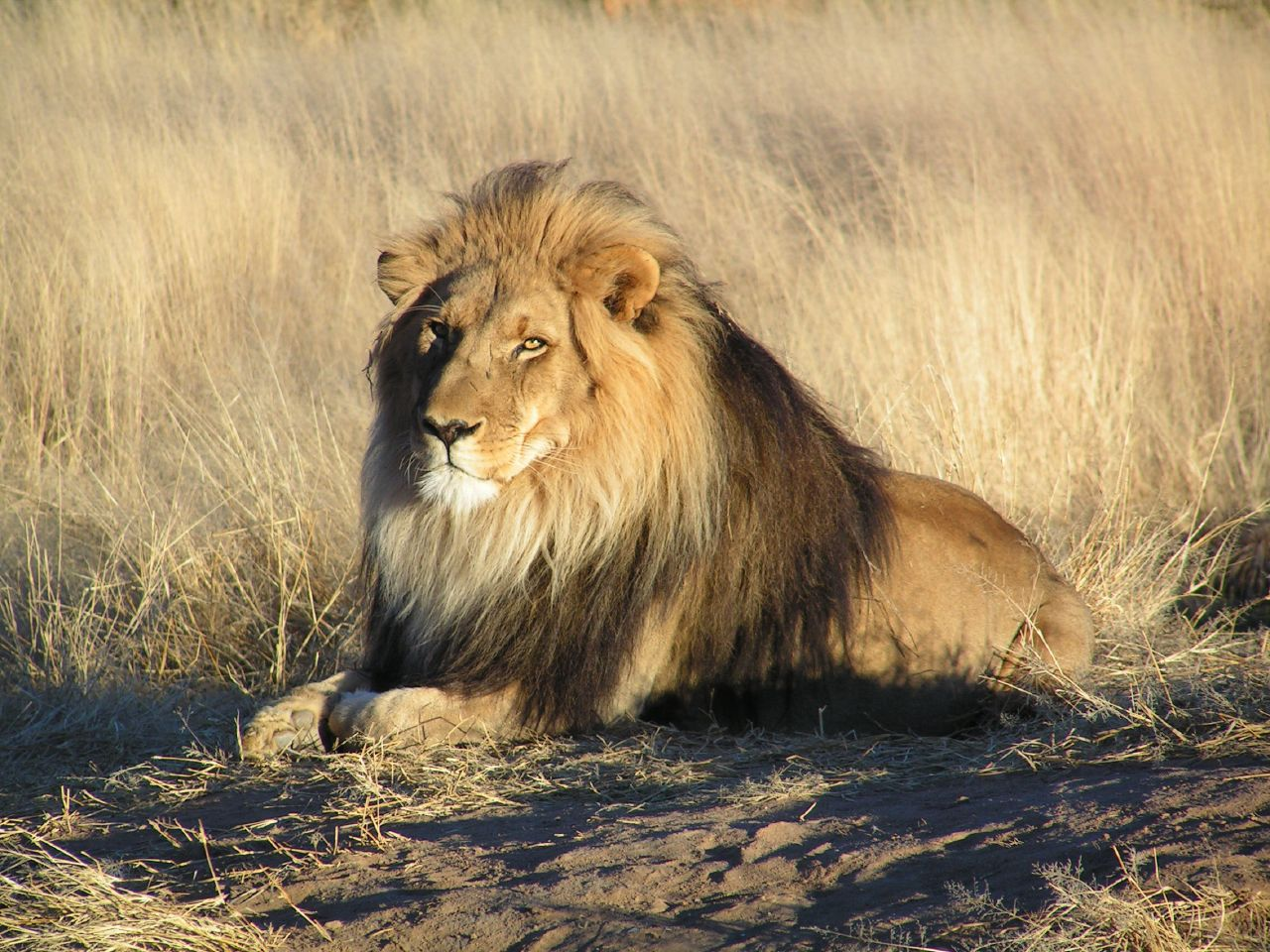
Лев у Намібії

Левовий колір — колір, який є усередненим кольором хутра лева.
Лев — котовий хижак найвищого рівня із Африки та Індії. Лева поетично називали королем звірів у великому ланцюзі буття, одній з основ середньовічної філософії західної цивілізації.
Перше задокументоване використання левового як назви кольору англійською мовою датоване 1551 роком.